# Eje Winter
Eje Winter (* 1941 in Essen) ist eine deutsche Schriftstellerin.

## Leben
Eje Winter studierte ab 1960 Germanistik, Pädagogik und Religionswissenschaft in Bonn. Seit 1975 veröffentlicht sie Gedichte und Prosa, seit 1983 gibt sie die Literaturzeitschrift Dichtungsring mit heraus, und seit 1985 beschäftigt sie sich mit künstlerischer Fotografie. Sie ist Mitglied des Verbandes Deutscher Schriftsteller.

## Werke
- Hybride Texte. Pop, Ludwigsburg 2005.
- Liebesland. Pop, Ludwigsburg 2005.
- Mathilde im Glück. Sprich, sagte die Freundin. Pop, Ludwigsburg 2007.
- Kunstwörter. Pop, Ludwigsburg 2008.
- blattgold ein übern andern tag Pop, Ludwigsburg 2010.